# Rosa Spottorno Topete
Rosa Spottorno Topete (Cartagena, 23 de abril de 1884 - Madrid, 24 de septiembre de 1980) fue una traductora y feminista española, esposa de José Ortega y Gasset.
Rosa Spottorno venía de una familia perteneciente a la alta sociedad cartagenera. Su padre, Juan Spottorno Bienert, fue Ministro Togado del Cuerpo Jurídico de la Armada, hijo a su vez de Bartolomé Spottorno y de María, alcalde en varias ocasiones de Cartagena y reconocido empresario; su madre, Josefina Topete Cavaillón, era a su vez hija del conocido contraalmirante Ramón Topete y Carballo.
Contrajo matrimonio con el filósofo el 7 de abril de 1910, cuando contaba con veintiséis años. De esta unión nacieron tres hijos: Miguel Ángel Ortega Spottorno, que estudió medicina, José  y Soledad.
Amiga de María Martos, Zenobia Camprubí y Amalia Galárraga, participó con ellas en la fundación del Lyceum Club Femenino.
Su educación le permitió ser prácticamente bilingüe en francés, lo que le permitió realizar trabajos de traducción, de obras de autoras como Alexandra David-Néel.